# Leicester (Nowy Jork)
Leicester – miasto w Stanach Zjednoczonych, w stanie Nowy Jork, w hrabstwie Livingston.